# 보험 걸린 사나이
《보험 걸린 사나이》(영어: Fatal Instinct)는 미국에서 제작된 칼 라이너 감독의 1993년 섹스 코미디 스릴러 영화이다. 아먼드 아산티 등이 출연하였고, 케이티 제이컵스 등이 제작에 참여하였다.

## 출연진
- 아먼드 아산티
- 셰릴린 펜
- 케이트 넬리건
- 숀 영
- 크리스토퍼 맥도널드
- 제임스 리마
- 밥 유커
- 클래런스 클레먼스
- 어사 킷
- 토니 랜들
- 빌 코브스
- 로지 오도널

## 기타 제작진
- 배역: 러네이 루셀로
- 미술: 샌디 버니지아노
- 의상: 앨버트 울스키